# Wascha Lortkipanidse
Wascha Lortkipanidse (georgisch ვაჟა ლორთქიფანიძე; * 29. November 1949 in Tiflis, Georgische SSR, Sowjetunion) ist ein georgischer Politiker und ehemaliger Premierminister Georgiens.

## Leben
Lortkipanidse schloss im Jahr 1973 ein Studium der Mathematik an der Staatlichen Universität Tiflis ab. Danach studierte er an der Moskauer Akademie der Wissenschaften, wo er anschließend sein Postgraduiertenstudium absolvierte. 
Von 1983 bis 1986 war Lortkipanidse zunächst zweiter und danach erster Sekretär des Zentralkomitees des Komsomol von Georgien während der Amtszeit von Eduard Schewardnadse als erster Sekretär des ZK der KP Georgiens. Zwischen 1989 und 1990 bekleidete er die Position des stellvertretenden Vorsitzenden des Ministerrats der Georgischen SSR.
Mit der Rückkehr von Schewardnadse an die Macht im Januar 1992 wurde Lortkipanidse zum Leiter der Präsidialverwaltung des unabhängigen Georgiens ernannt, ein Amt, das er bis Januar 1995 innehatte. Von 1995 bis 1998 war er der Botschafter Georgiens in Russland. Zu seinen zusätzlichen Aufgaben gehörte die Vertretung der georgischen Seite bei den von Russland vermittelten Verhandlungen mit Abchasien. 
Ende Juli 1998 machte Schewardnadse Lortkipanidse zum Premierminister von Georgien. In diesem Amt blieb er bis Mai 2000 und wurde anschließend durch Giorgi Arsenischwili ersetzt. Als enger Mitstreiter von Schewardnadse leitete Lortkipanidse die Wahlkampagne des präsidentenfreundlichen Blocks "Allianz für ein neues Georgien" bei den Parlamentswahlen 2003.
Nach der Rosenrevolution 2003 distanzierte sich Lortkipanidse von der Politik und widmete sich der akademischen Tätigkeit. Seit 2014 ist er ordentlicher Professor an der Staatlichen Universität Tiflis. Er ist Autor von mehr als 70 wissenschaftlichen Arbeiten, darunter 6 Monographien.